# Offrethun
Offrethun település Franciaországban, Pas-de-Calais megyében. Lakosainak száma 273 fő (2022. január 1.). Offrethun Marquise, Beuvrequen, Maninghen-Henne, Wacquinghen és Wierre-Effroy községekkel határos.

## Népesség
A település népességének változása:
| Lakosok száma | 275  | 269  | 280  | 264  | 259  | 267  | 269  | 271  | 273  |
|               | 2013 | 2015 | 2016 | 2017 | 2018 | 2019 | 2020 | 2021 | 2022 |